# Wangjiachang (köpinghuvudort i Kina, Hunan Sheng, lat 29,76, long 111,53)
Wangjiachang är en köpinghuvudort i Kina. Den ligger i provinsen Hunan, i den södra delen av landet, omkring 220 kilometer nordväst om provinshuvudstaden Changsha. Antalet invånare är 19 471. Befolkningen består av 9 741 kvinnor och 9 730 män. Barn under 15 år utgör 14,0 %, vuxna 15-64 år 71 %, och äldre över 65 år 13,0 %.
Runt Wangjiachang är det tätbefolkat, med 308 invånare per kvadratkilometer. Närmaste större samhälle är Xin'an, 12,8 km söder om Wangjiachang. Trakten runt Wangjiachang består till största delen av jordbruksmark.
Genomsnittlig årsnederbörd är 1 565 millimeter. Den regnigaste månaden är maj, med i genomsnitt 222 mm nederbörd, och den torraste är december, med 22 mm nederbörd.